# Cerkev Marijinega brezmadežnega spočetja, Kamnik
Župnijska cerkev Marijinega Brezmadežnega spočetja je župnijska cerkev župnije Kamnik. Velja za enega izmed najpomembnejših kulturnih spomenikov Kamnika in njegove okolice, saj je zaradi statusa imela velik pomen; kot ena izmed najpomembnejših cerkev s tem pa ima tudi velik pomen na področju umetnosti, saj ima mnogo kvalitetno ohranjenih del, od baročnih oltarjev do poslikav ladje in prezbiterija.

## Lega
Cerkev se nahaja v Kamniku v predelu Šutne, na vzhodu ob glavni cesti v mesto. Cerkveni kompleks je ujet v niz hiš, sama cerkev pa je omejena s kaplanijo na severu, z župniščem in gospodarskimi poslopji na vzhodu, na jugu s parkom, ki je nekdanje pokopališče ter s samotnim zvonikom. Stara cerkev je stala nekoliko severneje od sedanje, stala je na območju sedanje kaplanije. Ima spomeniški status lokalnega pomena. Prvotno je bila gotska, njen stari videz opisuje Valvasor, njena trenutna baročna podoba pa je nastala leta 1734.

## Zgodovina
Na njenem mestu je na začetku 13. stoletja že obstajal nek cerkveni objekt. Prvič je omenjena leta 1207, zanjo pa je zaslužen kamniški župnik Henrik, ki je pripomogel, da je nastal špital z Marijino cerkvijo. V glavno župnijsko cerkev pa jo je povzdignil oglejski patriarh Bertold. Po podatkih iz kronike Mihaela Paglovca so župnijsko cerkev začeli graditi leta 1732 in jo končali leta 1734, blagoslovljena je bila leta 1735.
Sedanja baročna stavba je nastala leta 1734, za njen načrt pa je zaslužen Gregor Maček. Naročnik cerkve je bil kamniški župnik baron Maksimilijan Rasp, ki se je kot član ljubljanske akademije odločil, da bo Kamnik dobil novo mestno cerkev po vzoru Ljubljane.

## Arhitektura cerkve
Cerkev je baročna s pravokotno obokano ladjo, ki ima stranske kapele ob celi dolžini severne in južne stene. Ob pevskem koru je na severu in jugu ob glavnem prostoru prizidana zakristija. Prvotna gotska cerkev je bila po Valvasorjevih zapisih gotska stavba z enotno streho z prezbiterijem, ki je zaključen tremi stranicami osmerokotnika ter z zvonikom na samem, ki je bil pokrit z štiristransko piramidno streho. Ima ločen zvonik, ki je pripadal prvotni gotski cerkvi. Tip strehe zvonika je zvonasto volutast s svojo postavitvijo pri pomembni župnijski cerkvi pa je povzročila posnemanje pri gradnji zvonikov okoliških cerkva. Stara cerkev je imela deset oltarjev.
Razen kamnitih portalov je vsa fasada ometana in pobarvana z belo in svetlo roza barvo, razčlenjena je vertikalno. Ladja je pravokoten in enoten prostor, ki ga na severu in jugu spremlja pas plitkih stranskih kapel, ki se odpirajo s polkrožnimi loki. Prezbiterij je najbogateje okrašen z glavnim oltarjem in adoranti ter freskami Franca Jelovška in Matije Koželja. Pod pevskim korom visi raznobarvni marmornati križ, ki je po Plečnikovih načrtih nastal po njegovi smrti.

##### Poslikave
Prezbiterij je bogat s poslikavami Matija Koželja, ki je zaslužen za 4 velike slike, Rojstvo Kristusovo, Zadnjo večerjo, Vstajenje Kristusovo in Prihod sv. Duha ter poslikavo ladje. Za stropno fresko prezbiterija pa je zaslužen Franc Jelovšek. Mogočna iluzionistična kompozicija predstavlja vse tri dele rožnega venca ter alegorija na cerkev in vero. V poslikavi so predstavljeni priljubljeni mariološki motivi 17. in 18. stoletja, Marijino brezmadežno spočetje, Vnebovzetje ter Kronanje.
Na prezbiteriju na strani ladje je napis, ki na levi spodaj pravi: “CERKEV SEZIDANA 1734”, ter na desni spodaj: “PRENOVLJENA IN SLIKANA 1908.”, ki datira gradnjo nove baročne cerkve ter njeno prenovo za katero je bil zadolžen Matija Koželj.